# Aubrey Mather
Aubrey Mather (* 17. Dezember 1885 in Minchinhampton, Gloucestershire; † 16. Januar 1958 in London) war ein britischer Theater- und Filmschauspieler.

## Leben
Aubrey Mather begann 1905 seine Schauspielkarriere auf den Bühnen Großbritanniens. Sein Londoner Theaterdebüt feierte er 1909 in dem Stück Brewster’s Millions. Zehn Jahre später war er erstmals am Broadway in New York in The Luck of the Navy zu sehen. Im Laufe der Jahre trat er dort auch in Shakespeare-Aufführungen auf, so zum Beispiel 1936 als Polonius in Hamlet oder 1950 in Wie es euch gefällt.
Ab 1930 spielte er in einer Reihe von britischen Filmen mit, so auch in einer kleinen Nebenrolle in Alfred Hitchcocks Thriller Sabotage (1936). In den 1940er Jahren war Mather in Hollywood tätig, wo er in kleinen Charakterrollen häufig den Butler spielte, so etwa in Mervyn LeRoys Filmdrama Gefundene Jahre (1942) neben Ronald Colman und Greer Garson oder in Jack Conways Filmkomödie Der Windhund und die Lady (1947) mit Clark Gable und Deborah Kerr. Einen größeren Auftritt hatte er 1945 in dem Sherlock-Holmes-Krimi Das Haus des Schreckens, in dem seiner arglosen Figur eine Mordserie in die Schuhe geschoben werden soll. Nach seiner Rückkehr nach Großbritannien folgten nur noch wenige Filmauftritte, unter anderem verkörperte er abermals einen Butler in der Oscar-Wilde-Verfilmung Ernst sein ist alles. Seinen letzten Leinwandauftritt hatte er 1954 in der Komödie Das Millionenbaby.
Aubrey Mather starb 1958 im Alter von 72 Jahren in London.

## Filmografie (Auswahl)
- 1932: The Impassive Footman
- 1934: The Man Who Changed His Name
- 1934: The Admiral’s Secret
- 1936: Ball at Savoy
- 1936: Wie es Euch gefällt (As You Like It)
- 1936: Sabotage
- 1940: Piraten (Captain Caution)
- 1940: Spring Parade
- 1940: Arise, My Love
- 1940: No, No, Nanette
- 1941: Gefährliche Liebe (Rage in Heaven)
- 1941: Das sind Kerle (Men of Boys Town)
- 1941: Arzt und Dämon (Dr. Jekyll and Mr. Hyde)
- 1941: Verdacht (Suspicion)
- 1941: Die merkwürdige Zähmung der Gangsterbraut Sugarpuss (Ball of Fire)
- 1942: The Wife Takes a Flyer
- 1942: Mrs. Miniver
- 1942: Careful, Soft Shoulders
- 1942: Gefundene Jahre (Random Harvest)
- 1942: The Great Impersonation
- 1943: Auf ewig und drei Tage (Forever and a Day)
- 1943: Hello, Frisco, Hello
- 1943: Ein himmlischer Sünder (Heaven Can Wait)
- 1943: Das Lied von Bernadette (The Song of Bernadette)
- 1943: Die Waise von Lowood (Jane Eyre)
- 1944: Scotland Yard greift ein (The Lodger)
- 1944: Kleines Mädchen, großes Herz (National Velvet)
- 1945: Das Haus des Schreckens (The House of Fear)
- 1946: Temptation
- 1947: Ihre beiden Verehrer (It Happened in Brooklyn)
- 1947: For the Love of Rusty
- 1947: Der Windhund und die Lady (The Hucksters)
- 1948: Die unvollkommene Dame (Julia Misbehaves)
- 1948: Johanna von Orleans (Joan of Arc)
- 1948: Die Liebesabenteuer des Don Juan (Adventures of Don Juan)
- 1949: Der geheime Garten (The Secret Garden)
- 1949: The Secret of St. Ives
- 1949: Wenn meine Frau das wüßte (Everybody Does It)
- 1949: Das Schicksal der Irene Forsyte (That Forsyte Woman)
- 1952: Ernst sein ist alles (The Importance of Being Earnest)
- 1953: Abenteuer in Algier (South of Algiers)
- 1954: Fast and Loose
- 1954: Die jungen Liebenden (The Young Lovers)
- 1954: Das Millionenbaby  (To Dorothy, a Son)